# Cremanthodium daochengense
Cremanthodium daochengense là một loài thực vật có hoa trong họ Cúc. Loài này được Ling & S.W.Liu mô tả khoa học đầu tiên năm 1982.